# اخلاط
اَخلاط (به ترکی استانبولی: Ahlat) (به کردی: Xelat) (به ارمنی: Խլաթ) نام شهری در استان بتلیس ترکیه است.
شهر اخلاط در بخش اخلاط و در آناتولی شرقی، در کرانهٔ شمال غربی دریاچه وان واقع شده‌است و بیش از ۱۹ هزار نفر جمعیت دارد. این شهر در آغاز سکونتگاه اورارتوها و سپس ارمنی‌ها بود.
اخلاط و پیرامون آن به خاطر شمار زیادی سنگ قبر تاریخی به جا مانده از دودمان اخلاط‌شاهان معروفیت دارد. زمین‌های آن برای کشاورزی مناسب است و در آن غلات به خصوص گندم و چاودار به عمل می‌آید و دامداری نیز رایج است. تولیدات سیب زمینی این شهر معروف است.

## نام
این شهر که از روزگار دولت اورارتو تا دوران عثمانی تحت حاکمیت‌های گوناگون اداره می‌شده، با نامهای خَلدَس اورارتویی، خْلْیات و خْلِئات یونانی، کِلاث سریانی، شالِئات و شالیات و خْلات ارمنی، خِلاط عربی، اخلاط فارسی و ترکی معروف بوده‌است.
نام آن با نام قوم خالْد که در پادشاهی اورارتو می‌زیستند ارتباط دارد. بعدها به خاطر شکل ظاهری واژه اخلاط با واژه‌ای عربی از ریشه خلط (مرتبط با اختلاط و آمیختگی) آن را با این کلمه مرتبط پنداشته‌اند. ناصر خسرو شاعر و اندیشمند پارسی‌گوی که در سال ۴۳۸ هجری قمری از اخلاط دیدن کرده‌است، دربارهٔ این شهر می‌نویسد: «به شهر اخلاط رسیدیم… این شهر سرحد مسلمانان و ارمنیان است… و در این شهر اخلاط، به سه زبان سخن گویند: تازی، پارسی و ارمنی، و ظن من آن بُوَد که اخلاط بدین سبب نام آن شهر نهاده‌اند.»
نخستین موج مهاجرت ایرانیان به آسیای کوچک پس از حمله اعراب و در هنگام درگیری‌های خرم‌دینان و سایر فرقه‌ها با دولت بنی عباس بوده و احتمالاً همین مهاجرت نیز زبان فارسی را طی سده‌های نخستین هجری به منطقه اخلاط نیز سرایت داده‌اند.

## پیشینه
این شهر در قدیم پایتخت ارمنستان بزرگ بوده‌است. برخی، اخلاط را جزو بخش اول از بخشهای سه‌گانه ارمنستان می‌دانند. 
ناصرخسرو در سفرنامه‌اش، شهر اخلاط را مرز میان ارمنیان و مسلمانان می‌داند: …و از آن جا به شهر اخلاط رسیدم. هیژدهم جمادی الاولی بود و این شهر سرحد مسلمانان و ارمنیان‌ست و از برکری تا اینجا نوزده فرسنگ‌ست و آنجا امیری بود، او را نصرالدوله گفتندی، عمرش زیادت از صد سال بود پسران بسیار داشت، هر یکی را ولایتی داده بود، و در این شهر اخلاط به سه زبان سخن گویند: تازی و پارسی و ارمنی، و ظن من آن بود که اخلاط بدین سبب نام آن شهر نهاده‌اند و معامله به پول باشد و رطل ایشان سیصد درم باشد.
در ۷۶ق/۹۲م اخلاط به دست فضل خارجی غارت شد. اخلاط در ۷۳ق/۸۳م به دست شاهزاده کرد به نام باذ ابو عبدالله بن دوستک فتح شد و پس از آن در دست سلسله کردی مروانیان دیاربکر قرار گرفت. در ۸۲ق/۹۳م رومیان شهر را تصرف کردند و با فرمانروای ارمنی آن نواحی قرارداد ترک مخاصمه بستند. در جریان هجوم ترکها به آناتولی، اخلاط به عنوان پایگاهی مورد استفاده قرار گرفت؛ در نبرد ملازگرد گروهی از مردم اخلاط که در جنگ شرکت کرده بودند، غنایم بسیاری به دست آوردند. در ۹۳ق/۱۰۰م شهر به تصرف سُکمان قطبی، امیر ترک، درآمد. بعدها اخلاط مرکز حکومت خاندان اخلاط‌شاهان و ارمن‌شاهان و یکی از مراکز و شهرهای بزرگ جهان اسلام شد. در ۳۱ق/۱۳۷م سلطان مسعود سلجوقی، اخلاط، ملازگرد و ارزن را به اقطاع برادرش سلجوق داد.
بعدها مغول‌ها شهر را تصرف کردند. تا تشکیل دولت صفوی، اخلاط جزو قلمرو ایلخانان، فرمانروایان جلایری، امرای آل چوپان، قره‌قویونلوها و آق قویونلوها درآمد، ولی پس از شکست شاه اسماعیل در جنگ چالدران، به دست عثمانیان افتاد. نواحی اخلاط بیشتر اوقات میان شاهان ایران و عثمانی مایه کشمکش بوده‌است و حکام آن گاه از ایران و زمانی دیگر از سوی دولت عثمانی تعیین می‌شده‌اند. سرانجام با انعقاد پیمان آشتی آماسیه ۶۲ق/۵۵۵م این اختلافات پایان یافت.
از دوران حاکمیت مغول به بعد، اخلاط به تدریج اهمیت خود را از دست داد و تقریباً به شهری متروک در حوضه دریاچه وان مبدل گردید، به طوری که یک سال پس از انعقاد پیمان آشتی آماسیه بجز مأموران دولتی، جمعیت کمی در آن زندگی می‌کرده‌اند. پس از دوره تنظیمات سده ۹م اخلاط، بخشی از توابع شهر وان و سپس بدلیس شد.
امروزه شهر قدیم اخلاط به کلی متروک افتاده‌است و خرابه‌ای بیش نیست. شهر جدید اخلاط در نزدیکی آن احداث شده که تا کناره دریاچه وان امتداد پیدا می‌کند.

## نگارخانه

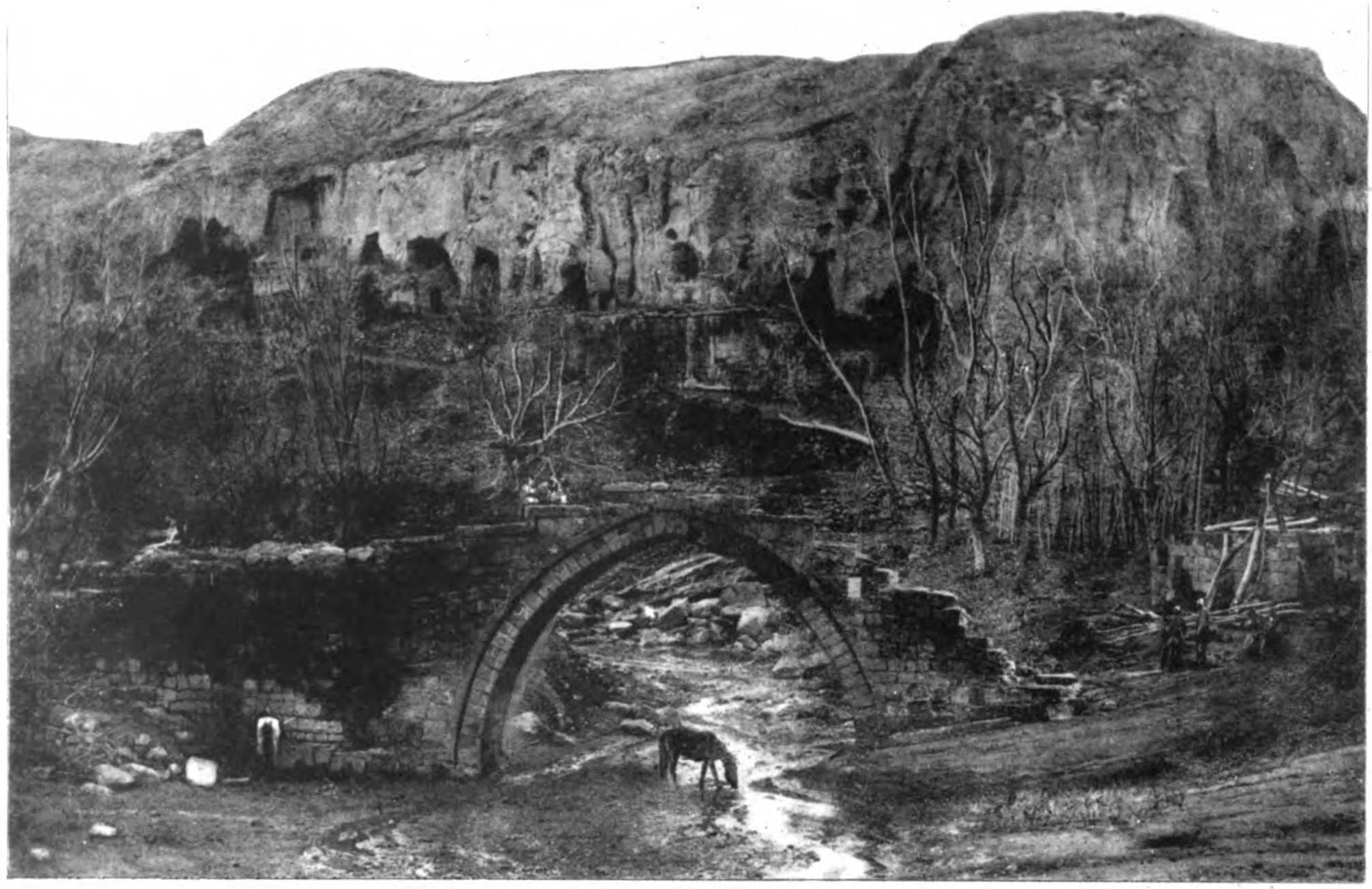
اخلاط در ۱۹۸۵
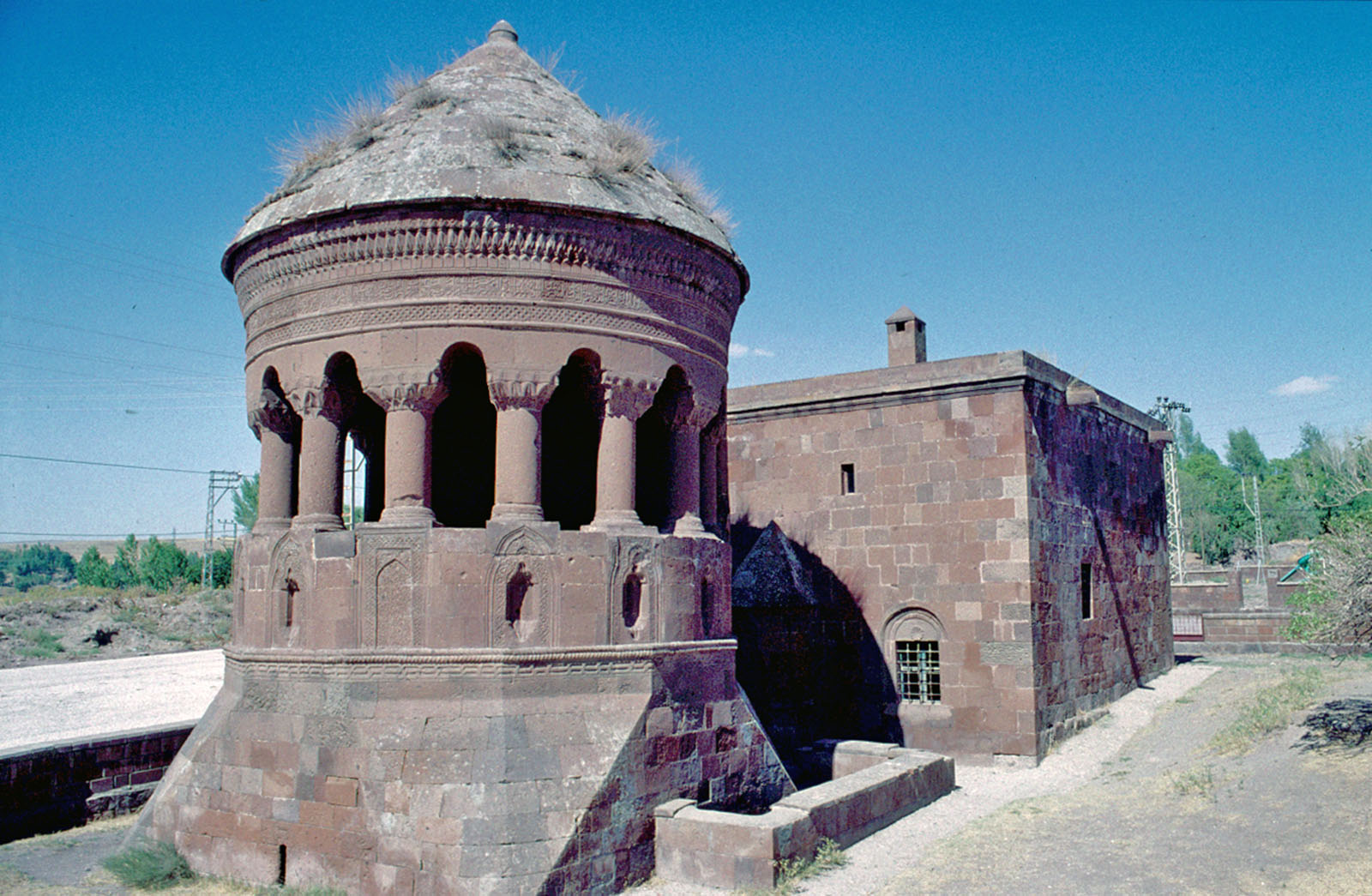
گنبد و مسجد بایندر اخلاط
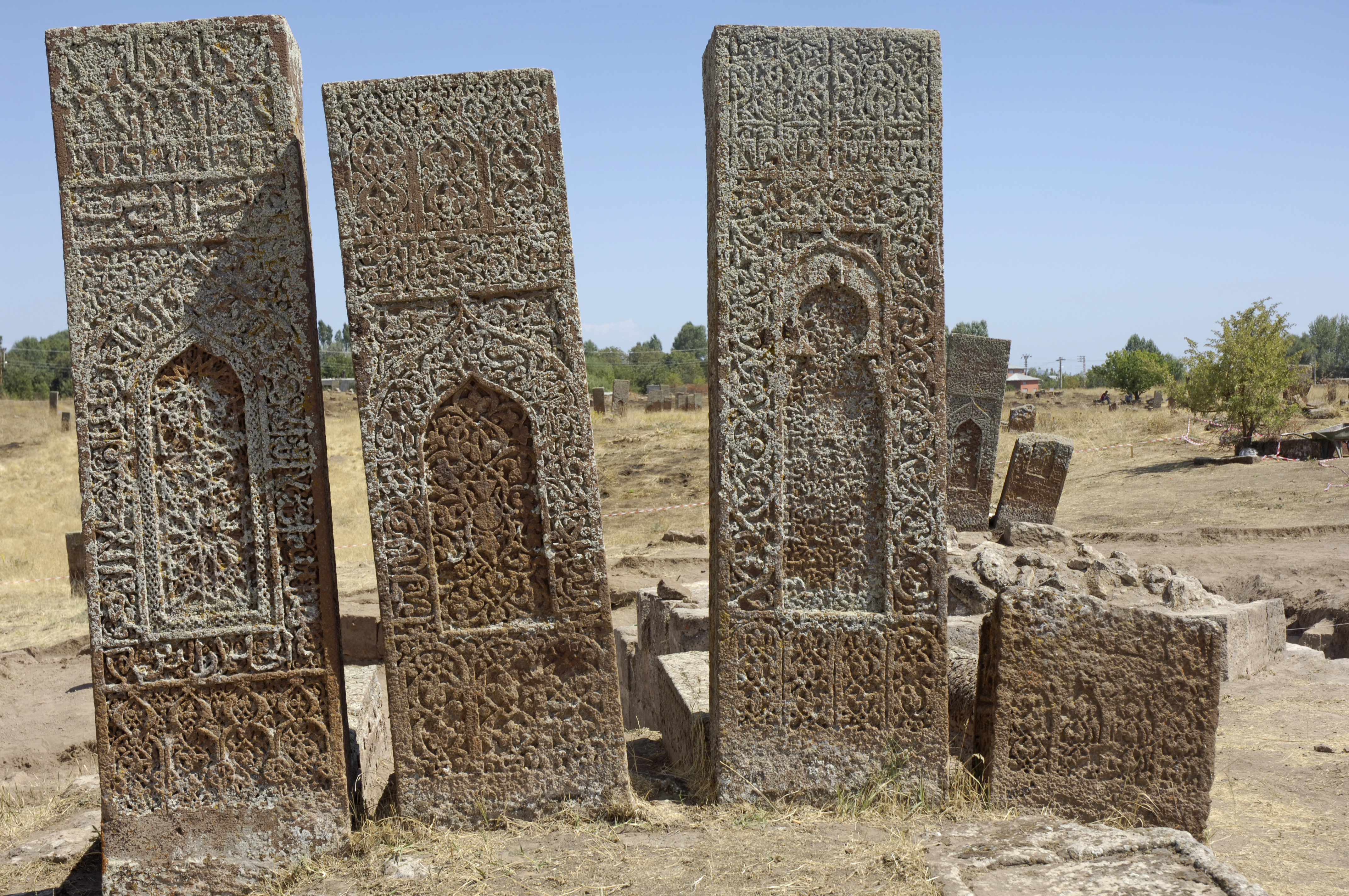
مزارهای سلجوقی اخلاط
مزارهای سلجوقی اخلاط
مزارهای سلجوقی اخلاط
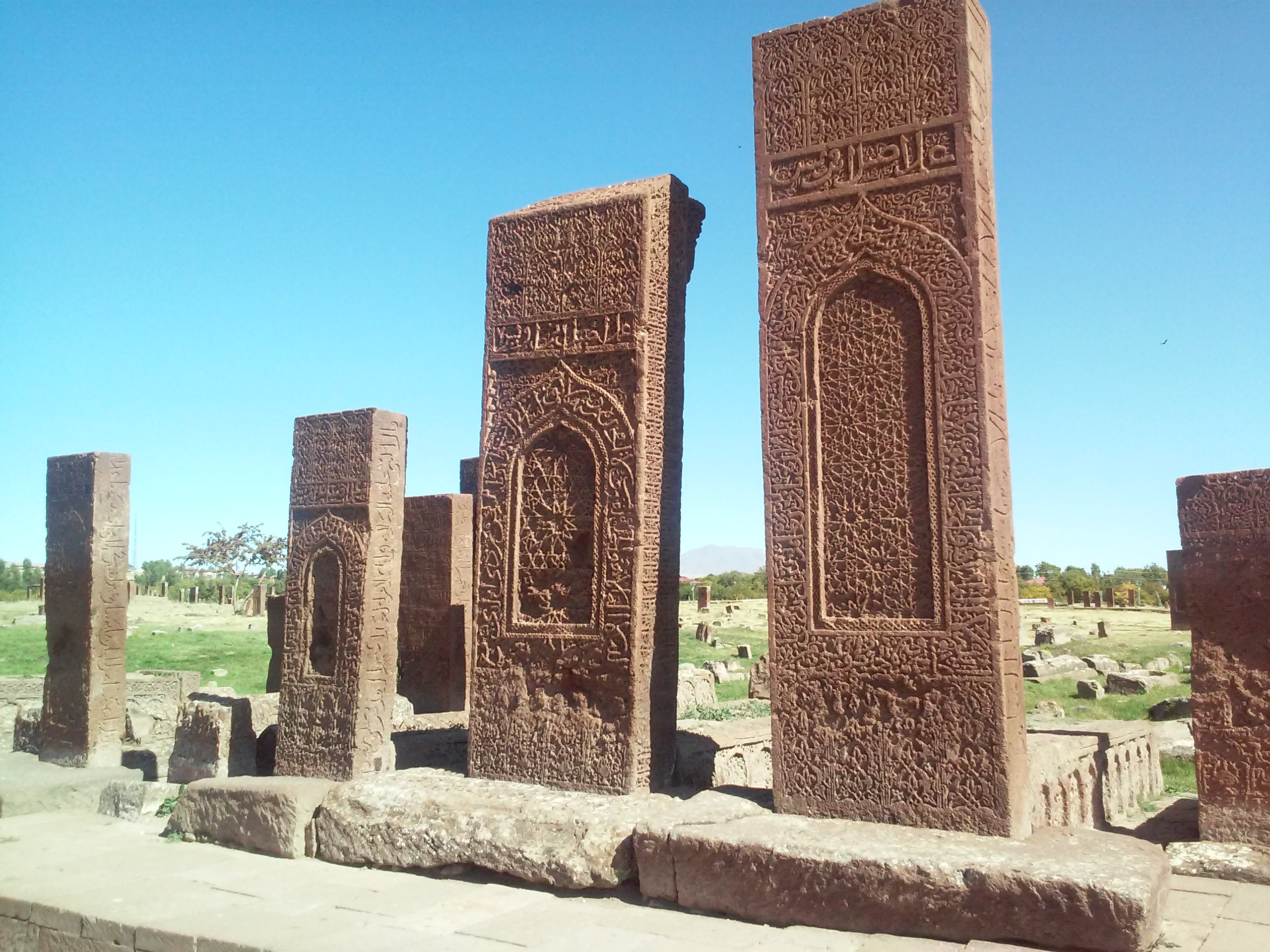
مزارهای سلجوقی اخلاط
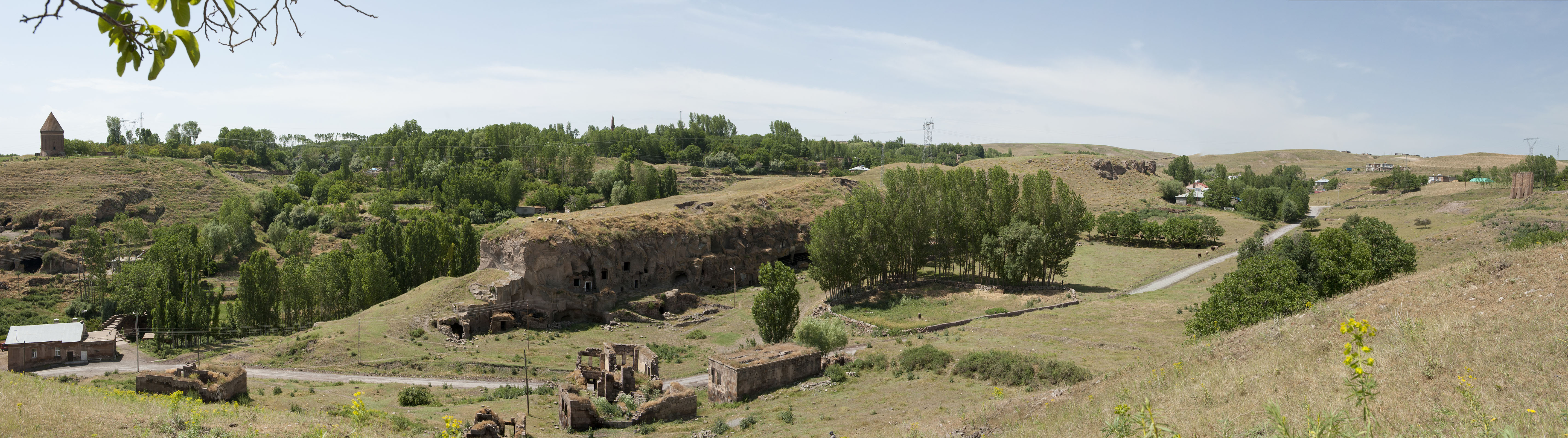
پانوراما از اخلاط